# Aleksej Pažitnov
Aleksej Leonidovič Pažitnov [alekséj leonídovič pážitnov] (rusko Алексе́й Леони́дович Па́житнов), ruski računalniški inženir in programer, * 14. marec 1956, Moskva, Sovjetska zveza, (sedaj Rusija).
Pažitnov je končal matematično šolo št. 91 v Moskvi. Najbolj je znan po priljubljeni računalniški igri Tetris, ki jo je izdelal leta 1984 še kot uslužbenec Računalniškega središča Dorodnicina Moskovske akademije znanosti. Igro je izdelal skupaj z Dimitrijem Pavlovskim in Vadimom Gerasimovim, na podlagi igre s pentominami, ki jo je kupil pred tem. Tetris je izdelal v Borlandovem pascalu v ruskem jeziku. Najprej je želel narediti igro za terminalski računalnik Elektronika-60 (DVK-2M) (Электроника-60), klonu DEC-ovega PDP-11 (model LSI-11/03), v kateri bi se liki premikali okoli središča, vendar grafične zmogljivosti računalnika tega niso dopuščale. Na osebni računalnik je igro prenesel Gerasimov, tedaj še šestnajstleten srednješolec. V Sovjetski zvezi so igro tržili pod sloganom »Iz Rusije z ljubeznijo«. Na Zahodu je izšla leta 1986, potem, ko so jo madžarski navdušenci razširili v svet. Ker je bil vladni uslužbenec, ni prejel ustreznega plačila za veliko prodanih izvodov igre zunaj meja.
Leta 1991 se je skupaj z nekdanjim profesorjem psihologije na MGU Vladimirjem Pohilkom preselil v ZDA, kjer je s Henkom Rogersom ustanovil podjetje Tetris Company.
Pomagal je izdelati miselno igro Yoshi's Cookie za igralno konzolo Super NES in izdelal igro Pandora's Box, ki vključuje več tradicionalnih miselnih sestavljank.
Oktobra 1996 je začel delati za Microsoft. Delal je na projektih skupin: Microsoft Entertainment Pack: The Puzzle Collection, MSN Mind Aerobics in MSN Games. Njegovo izboljšano različico igre Hexic, Hexic HD, so vključili v zbirko iger za konzolo Xbox 360. Leta 2005 je zapustil Microsoft. Za podjetje WildSnake Software bo pomagal izdelati novo zbirko miselnih iger.
1. ↑  https://tetris.com/bios#alexey